# Габ'яно
Габ'яно, Ґаб'яно (італ. Gabiano, п'єм. Gabian) — муніципалітет в Італії, у регіоні П'ємонт,  провінція Алессандрія.
Габ'яно розташований на відстані близько 510 км на північний захід від Рима, 45 км на схід від Турина, 45 км на північний захід від Алессандрії.
Населення — 1185 осіб (2014).
Щорічний фестиваль відбувається 29 червня. Покровитель — святий Петро.

## Демографія
Населення за роками:

Станом на 1 січня 2023 року в муніципалітеті офіційно проживали 72 іноземці з 22 країн, серед них 47 громадян країн Євросоюзу та 1 громадянин України.

## Сусідні муніципалітети
- Каміно
- Черрина-Монферрато
- Фонтанетто-По
- Момбелло-Монферрато
- Мончестіно
- Палаццоло-Верчеллезе
- Вілламірольйо